# 公衆浴場法
公衆浴場法（こうしゅうよくじょうほう、昭和23年法律第139号）は、公衆浴場の経営に関する日本の法律である。
本則は第1条から第11条までで成る。
公衆浴場（温湯、潮湯または温泉その他を使用して、公衆を入浴させる施設）の経営には都道府県知事（保健所を設置する市または特別区にあっては、市長または区長。以下同じ。）の許可を必要とし、公衆浴場の営業者に一定の義務を課す一方で、公衆浴場を利用する者に対しても公衆衛生・風紀などの観点から一定の義務を課している。同法に違反する行為に対しては営業許可の取消処分や刑事罰が課されることもある。下位法令に公衆浴場法施行規則（昭和23年厚生省令第27号）がある。本項目では規則と表記する。

## 定義
公衆浴場
温湯、潮湯又は温泉その他を使用して、公衆を入浴させる施設をいう（第1条第1項）。「公衆浴場における衛生等管理要領」による分類によれば、公衆浴場は次の2つに分けられる 。
- 一般公衆浴場

地域住民の日常生活において保健衛生上必要なものとして利用される施設をいう。
- その他の公衆浴場

保養・休養を目的としたヘルスセンター・健康ランド型のもの、ゴルフ場やアスレチックジム等スポーツ施設に併設されるもの、工場等に設けられた福利厚生のための浴場、サウナ、蒸気・熱気等を利用したもの、個室付き公衆浴場、移動入浴車、エステティックサロンの泥風呂等（よもぎ蒸し、ハーブテント、酵素風呂）がある。なお、旅館・ホテルの浴場における浴室（共同浴室）については、旅館業法及び旅館業法施行細則の規定によるが、宿泊者以外の者にも入浴サービスを提供している場合には別途公衆浴場法の適用を受けるので注意が必要である。
浴場業
都道府県知事の許可を受けて、業として公衆浴場を経営することをいう（第1条第2項）。なお「業として」とは反復継続して、社会性を持って行われるもののことである。ただし前述のように旅館などにおいて宿泊者のみが利用する場合は本法の適用外。他にも事業場附属寄宿舎に付属する浴場や、一般民家が近隣の住民や親戚に風呂を貸し与える場合なども本法の適用外。

## 営業許可
業として公衆浴場を経営しようとする者は、都道府県知事（保健所設置市又は特別区にあっては、市長又は区長。以下同じ）の許可を受けなければならない（第2条第1項）。許可の申請は規則第1条に従い行う。
なお温泉を利用した公衆浴場では、本法の許可のほか、温泉法第15条に基づく温泉利用許可を都道府県知事又は保健所設置市区長から受けなければならない。

### 要件（第2条第2項）
次の要件のいずれかに該当する場合は、都道府県知事は、営業許可を与えないことができる。

#### 設置場所関係
公衆浴場の設置の場所が公衆衛生上不適当であると認めるとき又はその設置の場所が配置の適正を欠くと認めるとき。設置の場所の配置の基準については、都道府県等の条例 で定めることとされている（第2条第3項）。例えば東京都では「既設の一般公衆浴場と300メートル以上の距離(浴場本屋の壁面のうち、最も近い部分でこれを測定する。)を保たなければならないこと」、大阪府では一般公衆浴場は「市の区域にあってはおおむね200メートル以上、その他の区域にあってはおおむね250メートル以上離れていること」とされる。
東京府「湯屋取締規則」をはじめとする、明治時代の公衆浴場の過度な競争への規制を源とする。

#### 構造設備関係
公衆浴場の構造設備が、公衆衛生上不適当であると認めるとき。

### 手続（第2条第3項及び第4項）
都道府県知事は、第2条第2項により公衆浴場の営業許可を与えない場合は、理由を附した書面をもって、その旨を業として公衆浴場を経営しようとする者に通知しなければならない。また、都道府県知事は、第2条第2項の規定の趣旨に鑑みて必要と認めるときは、公衆浴場の営業許可に必要な条件を付けることができる。

### 営業許可の承継
営業者 について相続、合併又は分割 があったときは、相続人 、合併後存続する法人若しくは合併により設立した法人又は分割により当該浴場業を承継した法人は、営業者の地位を承継する（第2条の2第1項）。営業者の地位を承継した者は、速やかに、その事実を証する書面を添えて、その旨を都道府県知事に届け出なければならない（第2条の2第2項）。相続は規則第2条、合併は規則第3条、分割は規則第3条の2に従い行う。

### 廃止と変更
営業者は許可申請や合併等の届け出書の内容に変更がある場合、または営業の一部や全部を停止や廃止した場合、その旨を10日以内に、都道府県知事まで届け出なければならない（規則第4条）。届け出の期限が休日の場合は休日の翌日が期限となる（規則第7条）。

## 営業者の講ずべき衛生措置
営業者は、公衆浴場について、換気、採光、照明、保温及び清潔その他入浴者の衛生及び風紀に必要な措置を講じなければならない（第3条第1項）。営業者が講じるべき衛生措置の基準については、都道府県等の条例で定めることとされている（第3条第2項）。また本法から直接委任されたものではないが、地方自治体が条例や監視指導の方針の参考とするいわゆる技術的助言として、厚生労働省より平成12年に「公衆浴場における水質基準等に関する指針」、「公衆浴場における衛生等管理要領」が示されている。またレジオネラ症の集団感染事例の増加を受け厚生労働省より平成13年に「循環式浴槽におけるレジオネラ症防止対策マニュアル」、平成14年には各自治体向けの条例指針が示されている。

## 施設の利用に関する義務

### 営業者の義務

#### 伝染性の疾病にかかっている者に対する入浴拒否（第4条）
営業者は、伝染性の疾病にかかっている者と認められる者に対しては、その入浴を拒まなければならない。ただし、規則の定めるところにより、療養のために利用される公衆浴場で、都道府県知事の許可を受けたものについては、この限りでない。規則に定められた公衆浴場は次のとおり。なおいずれの場合も患者用に専用の入浴施設を設け、都道府県知事の許可を受けなければならない（規則第5条）。
- 温泉を使用する公衆浴場で、伝染性の疾病への効能が認められたもの。
- 潮湯または薬湯を使用する公衆浴場。

#### 不衛生な行為をする者にたいして制止をする義務（第5条第2項）
営業者又は公衆浴場の管理者は、不衛生な行為をする者に対して、その行為を制止しなければならない。

### 利用者の義務（第5条第1項）
公衆浴場の利用者は、公衆浴場において、浴槽内を著しく不潔にし、その他公衆衛生に害を及ぼすおそれのある行為をしてはならない。

## 監督

### 報告徴収、立入検査
都道府県知事は、必要があると認めるときは、営業者その他の関係者から必要な報告を求め、又は当該職員に公衆浴場に立ち入り、公衆浴場の営業許可に付した条件の遵守若しくは営業者が講ずべき衛生上の措置の実施の状況を検査させることができる（第6条第1項）。
立入検査を行う職員を環境衛生監視員という（規則第6条）。環境衛生監視員が立ち入り検査を行う場合においては、その身分を示す証票を携帯し、且つ、関係人の請求があるときは、これを呈示しなければならない（第6条第2項）。

### 営業許可の取消し又は営業停止
都道府県知事は、営業者が、公衆浴場の営業許可に付した条件又は営業者が講ずべき衛生上の措置を講じなかったときは、営業許可を取り消し、又は期間を定めて営業停止を命ずることができる（第7条第1項）。この場合、公開の聴聞を開かなくてはならない（第7条第2項）。

## 罰則
なお、罰則のうち、利用者の義務違反に対するものを除いては、両罰規定が置かれている（第11条）。

### 無許可営業等に対する罰則
公衆浴場を無許可又は都道府県知事による営業停止命令に反して営業した者は、6月以下の拘禁刑又は2万円以下の罰金に処される（第8条）。

### 都道府県知事への虚偽報告等に対する罰則
都道府県知事が求めた報告（第6条第1項参照）をせず、若しくは虚偽の報告をし、又は環境衛生監視員の立入検査を拒み、妨げ、若しくは忌避した者は、2万円以下の罰金に処される（第7条）。

### 営業者の義務違反に対する罰則
伝染性の疾病にかかっている者に対する入浴拒否（第4条）又は公衆浴場において不衛生な行為をする者に対する当該行為の制止（第5条第2項）をしなかった者は、拘留又は科料に処される（第10条第1号）。

### 利用者の義務違反に対する罰則
営業者が入浴拒否をしたにもかかわらず公衆浴場に入浴した伝染性の疾病にかかっている者及び公衆浴場において不衛生な行為をした者は、拘留又は科料に処される（第10条第2号）。